# Protracheoniscus vacchellii
Protracheoniscus vacchellii är en kräftdjursart som beskrevs av Arcangeli1934. Protracheoniscus vacchellii ingår i släktet Protracheoniscus och familjen Trachelipodidae. Inga underarter finns listade i Catalogue of Life.